# Trifolium dubium
Trifolium dubium é uma espécie de planta com flor pertencente à família Fabaceae.
A autoridade científica da espécie é Sibth., tendo sido publicada em Flora Oxoniensis 231. 1794.
Os seus nomes comuns são trevinho ou trevo-amarelo-menor.

## Portugal
Trata-se de uma espécie presente no território português, nomeadamente em Portugal Continental, no Arquipélago dos Açores e no Arquipélago da Madeira.
Em termos de naturalidade é nativa de Portugal Continental e Arquipélago da Madeira e introduzida no arquipélago dos Açores.

## Protecção
Não se encontra protegida por legislação portuguesa ou da Comunidade Europeia.